# Косано Канавезе
Косано Канавезе (итал. Cossano Canavese) је насеље у Италији у округу Торино, региону Пијемонт.
Према процени из 2011. у насељу је живело 336 становника. Насеље се налази на надморској висини од 349 м.

## Становништво
| 1936. | 1951. | 1961. | 1971. | 1981. | 1991. | 2001. | 2011. |
| ----- | ----- | ----- | ----- | ----- | ----- | ----- | ----- |
| 890   | 790   | 734   | 636   | 569   | 528   | 550   | 522   |